# ماهواره کوچک

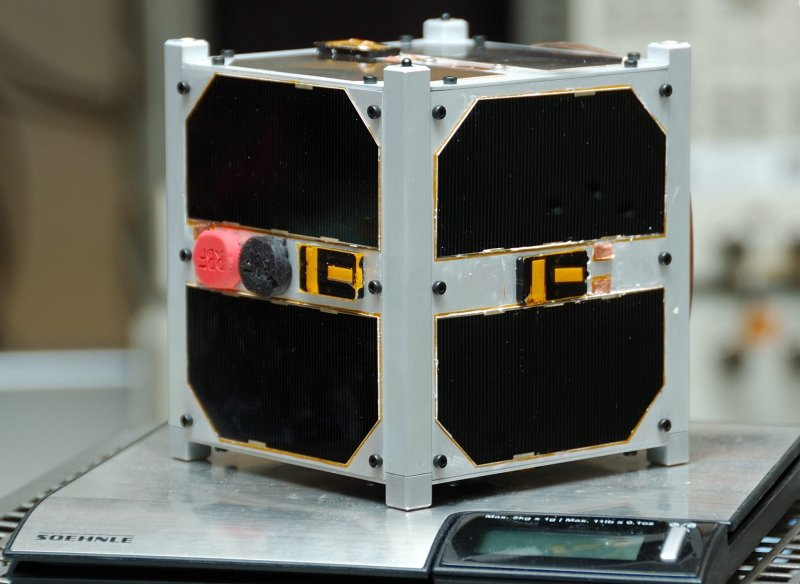
ESTCube-1 که یک تاسواره و نمونه‌ای از یک ماهوارهٔ کوچک است.

ماهواره کوچک smallsat یا ریزماهواره   یا ماهواره مینیاتوری (به انگلیسی: Small satellite) ماهواره‌ای است که وزن آن کمتر از ۵۰۰ کیلوگرم باشد. این ماهواره‌ها بر اساس وزن آن‌ها به زیرگروه‌های کوچک‌تری تقسیم می‌شوند که عبارتند از:
- ماهواره‌های کوچک (۱۰۰ تا ۵۰۰ کیلوگرم)
- ماهواره‌های میکرو (۱۰ تا ۱۰۰ کیلوگرم)
- ماهواره‌های نانو (۱ تا ۱۰ کیلوگرم)
- ماهواره‌های پیکو (۱۰۰ گرم تا ۱ کیلوگرم)

با این تقسیم‌بندی، تاسواره‌ها بسته به این که از چند واحد تشکیل شده باشند جزء پیکوماهواره‌ها یا نانوماهواره‌ها قرار می‌گیرند.
به دلیل وزن کم می‌توان تعداد زیادی ماهواره کوچک را همراه با یکدیگر به فضا پرتاب کرده و در مدار قرار داد. در یک رکوردزنی در زمینه پرتاب همزمان ماهواره، هندوستان 104 ماهواره را همزمان در مدار قرار داده است که 103 عدد از آن‌ها نوع ماهواره‌های کوچک بودند و در مجموع فقط 664 کیلوگرم وزن داشتند.